# Praxedis Möhring
Praxedis Möhring (* 2. Dezember 1959 in Bremen) ist eine deutsche Juristin und Richterin am Bundesgerichtshof.

## Werdegang
Nach dem Abschluss ihrer juristischen Ausbildung trat  Möhring 1987 in den höheren Justizdienst des Landes Baden-Württemberg ein. 1990 wurde sie bei der Staatsanwaltschaft Mannheim zur Staatsanwältin im Beamtenverhältnis auf Lebenszeit ernannt. In den Jahren 1992 und 1993 war sie zur Unterstützung der Arbeitsgruppe „Regierungskriminalität“ an die Senatsverwaltung für Justiz in Berlin abgeordnet. 1994 erfolgte ihre Ernennung zur Richterin am Landgericht Heidelberg. Im Verlauf ihrer Abordnung an den Bundesgerichtshof als wissenschaftliche Mitarbeiterin beim 5. (Leipziger) Strafsenat in den Jahren 1997 bis 1999 wurde sie im Mai 1999 unter Versetzung in den sächsischen Justizdienst zur Richterin am Oberlandesgericht Dresden ernannt. Von 2006 bis 2008 leitete sie als Vorsitzende Richterin am Landgericht verschiedene Strafkammern am Landgericht Dresden. Seit ihrer Ernennung zur Vorsitzenden Richterin am Oberlandesgericht Dresden im Mai 2008 war sie Vorsitzende eines Familiensenats und eines allgemeinen Zivilsenats. Im November 2010 folgte die Ernennung zur Richterin am Bundesgerichtshof. Seither gehört sie dem IX. Zivilsenat an, der vornehmlich für das Insolvenzrecht und das Recht der Anwalts- und Steuerberaterhaftung zuständig ist. Mit Wirkung vom 1. August 2021 wurde sie zusätzlich dem als Hilfssenat eingerichteten VIa-Zivilsenat des Bundesgerichtshofes als stellvertretende Vorsitzende zugewiesen.

## Veröffentlichungen
- Detlef Liebs: Lateinische Rechtsregeln und Rechtssprichwörter, 7. Aufl. 2007. München: C.H. Beck, ISBN 978-3-406-56294-5 (Mitarbeit)
- Die Rechtsprechung des Bundesgerichtshofs zu den Sperrfristen und § 287a Abs. 2 InsO, Zeitschrift für Verbraucherinsolvenzrecht (ZVI) 2017, 289–296
- Das nachträgliche Herausstellen von Versagungs- und Widerrufsgründen in §§ 297a, 303 Abs. 1 InsO – ein vernachlässigtes Tatbestandsmerkmal? ZVI 2016, 383–387
- Lieferung von Strom und Gas nach Eröffnung des Insolvenzverfahrens (mit Philipp Prietze), Zeitschrift für das gesamte Insolvenzrecht (ZInsO) 2016, 2140–2148